# Đơn thức
Trong toán học, đơn thức là biểu thức đại số chỉ gồm 1 số, 1 biến hoặc 1 tích giữa các số và các biến hay là 1 hạng tử.

## Đơn thức thu gọn
Đơn thức thu gọn là đơn thức chỉ gồm tích của một số với các biến, mà mỗi biến chỉ được viết 1 lần và đã được nâng lên lũy thừa với số mũ nguyên dương.
Một đơn thức thu gọn thường gồm 2 phần là phần hệ số và phần biến số.
Ví dụ: {\displaystyle x}, {\displaystyle 9} , {\displaystyle 3x^{2}y} là những đơn thức thu gọn; {\displaystyle xyx}, {\displaystyle 5xy^{2}.2xy} là những đơn thức chưa thu gọn.
Nói chung, một hệ số hay một biến hay tích của hệ số và biến số được gọi là đơn thức hoặc thương giữa hệ số và biến số cũng là một đơn thức, đơn thức có thể có nhiều biến số, mỗi biến số đó có bậc lũy thừa là m.
Để thu gọn một đơn thức, ta nhân các hệ số với nhau và nhân các phần biến với nhau.
Ví dụ: {\displaystyle 2xyyxx=2x^{3}y^{2}}

## Bậc của đơn thức
Bậc của đơn thức có hệ số khác 0 là tổng các số mũ của tất cả các biến trong đơn thức đó.
Ví dụ: Đơn thức {\displaystyle 2x^{3}y} có bậc là 3+1=4.
Một số thực khác 0 được xem là đơn thức có bậc bằng 0.
Đơn thức 0 (số 0) là đơn thức không có bậc.

## Đơn thức đồng dạng
2 đơn thức đồng dạng là 2 đơn thức có hệ số khác 0 và có phần biến số giống hệt nhau.
Ví dụ: 3xy và -9,3xy là các đơn thức đồng dạng.
Để cộng trừ các đơn thức đồng dạng, ta áp dụng tính chất phân phối của phép nhân đối với phép cộng. Ta cộng hệ số với nhau và giữ nguyên phần biến.
Các số thực khác 0 cũng được coi là các đơn thức đồng dạng với nhau.

## Phép toán trên đơn thức

### Phép nhân
Muốn nhân 2 đơn thức chứa hệ số và biến số, ta nhân hệ số với nhau rồi nhân biến số với nhau.
Ví dụ: {\displaystyle (8xy^{2}).(2x^{3})=16x^{4}y^{2}}

### Phép chia
Muốn chia đơn thức {\displaystyle H(x)} cho đơn thức {\displaystyle f(x)} thì ta lấy các hệ số của đơn thức {\displaystyle H(x)} chia cho các hệ số của đơn thức {\displaystyle f(x)} và lấy từng biến số của {\displaystyle H(x)} chia cho từng biến số của {\displaystyle f(x)}.

### Phép cộng, phép trừ các đơn thức đồng dạng
Để cộng hoặc trừ các đơn thức đồng dạng, ta cộng hoặc trừ các hệ số và giữ nguyên phần biến.